# دوره (زمین‌شناسی)
| گاه‌چینه‌شناسی          | زمین‌گاه‌شناسی | یادداشت‌ها                                     |
| --------------------- | ------------ | --------------------------------------------- |
| چینه‌ابردوران Eonothem | ابردوران Eon | جمعاً ۴ ابردوران. نیم میلیارد سال یا بیشتر     |
| چینه‌دوران Erathem     | دوران Era    | ۱۰ دوران شناخته‌شده. چندصد میلیون سال          |
| سامانه System         | دوره Period  | ۲۲ دوره شناخته‌شده. ده‌ها تا حدود صد میلیون سال |
| ردیف Series           | دور Epoch    | ۳۴ دور شناخته‌شده. ده‌ها میلیون سال             |
| اشکوب Stage           | عصر Age      | ۹۹ عصر شناخته‌شده. میلیون‌ها سال                |
| گاه‌بازه Chronozone    | گاه Chron    | زیربخش عصر. توسط ICS به‌کار نمی‌رود.            |

دوره یا گشتاره (period) یکی از واحدها در زمان‌بندی زمین‌شناسی است.
در زمین‌شناسی هر دوران به چند دوره و هر دوره به چند دور تقسیم می شود.
در سال ۲۰۰۴ انجمن بین‌المللی دانش زمین‌شناسی (I.U.G.S.) یک دوره زمین‌شناسی جدید را به رسمیت شناخت که آن را دوره ادیاکارن نامیده‌اند و زیربخشی از دوران پیشین‌زیستی نو (پروتروزوئیک نو) به شمار می‌آید. در ۱۳۰ سال اخیر هیچ دوره جدیدی در زمین‌شناسی به رسمیت شناخته نشده‌بود.
برخی زمین‌شناسان هنوز یک دوره سوم یا بقولی یک "زیر دوره" در دوران نوزیستی را به رسمیت می‌شناسند به نام کوارترنری. کوارترنری دربرگیرنده دو دور آخر دوره نوزا (نئوژن) می‌شود و تا امروز ادامه می‌یابد.